# Eutrepsia substriata
Eutrepsia substriata är en fjärilsart som beskrevs av Dyar 1910. Eutrepsia substriata ingår i släktet Eutrepsia och familjen mätare. Inga underarter finns listade i Catalogue of Life.